# Clovelly
Clovelly ist ein Fischerdorf an der Nordostküste Devons in Großbritannien. Es wurde vor allem durch den Roman Westward Ho  von Charles Kingsley bekannt. Auch Charles Dickens beschreibt in seinem Buch A message from the sea die raue Gegend um Clovelly.

## Touristenattraktion

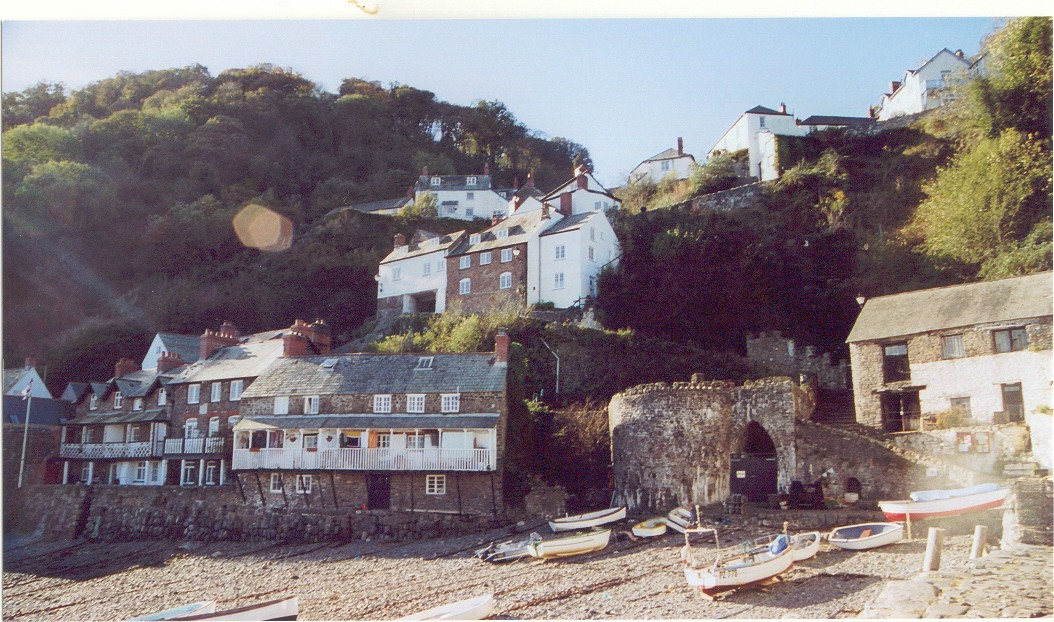
Clovelly 2006

Der Hafen

Durch seine malerische Lage lockt Clovelly viele Touristen an. Der Ort selbst kann nur zu Fuß besichtigt werden. Für ältere und gebrechliche Menschen gibt es gegen Gebühr einen Land-Rover-Service, der diese Besucher auf einer neben dem Dorf gelegenen Asphaltstraße nach unten an den Hafen bringt. Dieser befahrbare Weg wird sonst vom im Hafen gelegenen Hotel genutzt. 
Ein 800 Meter langer Weg mit Kopfsteinpflaster und einigen Stufen führt nach unten zum Hafen, wo man eine Kaimauer aus dem 14. Jahrhundert findet. Außerdem gibt es in dem Dorf zwei Kapellen, Restaurants sowie Souvenirläden und Kunsthandwerksläden. Gegen Gebühr kann man sich auf einem Esel durch den Ort führen lassen. 
Im Ort leben zurzeit 400 Einwohner, wobei viele davon noch den klassischen Fischfang betreiben, was an den weißen Fischerhäuschen deutlich wird. Das Dorf ist seit 250 Jahren im Privatbesitz der Familie Rous, welche die seit 1988 erhobenen Eintrittsgelder nutzt, um das Dorf zu erhalten.